# Loro

O loro está indicado pelo número 11.

O loro é a região entre os olhos e as narinas de aves, répteis e anfíbios.

## Ornitologia
Em ornitologia, o loro é a região entre o olho e o bico sobre o lado da cabeça de uma ave. Esta região, por vezes, não é recoberta por penas, e a pele pode ser colorida, como em muitas espécies da família Phalacrocoracidae. Esta área, que está diretamente na frente do olho, apresenta uma "listra loral" em muitos tipos de aves, a exemplo do Charadrius ruficapillus.

## Herpetologia
Em anfíbios e répteis, o loro corresponde às regiões imediatamente adjacentes aos olhos e entre os olhos e as narinas. Estas são análogas ao loro sobre das aves que corresponde à região entre o olho e o bico.